# Rhodognaphalon breviscupe
Rhodognaphalon breviscupe là một loài thực vật có hoa thuộc họ Cẩm quỳ. Loài này được (Sprague) Roberty miêu tả khoa học đầu tiên năm 1953.
Loài này có ở Cameroon, Cộng hòa Congo, Cộng hòa Dân chủ Congo, Bờ Biển Ngà, Gabon, Ghana, Nigeria, và Sierra Leone. Chúng hiện đang bị đe dọa vì mất môi trường sống.